# Amelora chordata
Amelora chordata är en fjärilsart som beskrevs av Edward Meyrick 1890. Amelora chordata ingår i släktet Amelora och familjen mätare. Inga underarter finns listade i Catalogue of Life.